# I Hear a New World
I Hear a New World è un album in studio di Joe Meek e i Blue Men pubblicato nel 1991. Edito originariamente sotto forma di EP nel 1960 dalla Triumph Records, I Hear a New World è l'unico album in studio del produttore britannico ed è considerato da molti il primo concept di sempre.

## Composizione e registrazione
I Hear a New World è, a detta del suo autore, una outer space music fantasy che trae ispirazione tanto dall'era spaziale quanto a tematiche fantascientifiche come le esplorazioni spaziali e le forme di vita aliena. Tra le influenze musicali dell'album vi è la composizione I pianeti di Gustav Holst. Dal momento che il disco si focalizza su un solo argomento, ovvero le vicende di tre popolazioni lunari, I Hear a New World è considerato il primo concept album (un titolo che altri hanno invece assegnato a Dust Bowl Ballads di Woody Guthrie, uscito nel 1940).
Secondo quanto dichiarò Meek:
Le dodici composizioni dell'album, tutte di breve durata e tutte strumentali fatta eccezione per la title-track, vennero eseguite da Meek e il gruppo skiffle Rod Freeman & The Blue Men (precedentemente West Five). Gli arrangiamenti comprendono una steel guitar, un basso, una batteria, un pianoforte preparato e un clavioline. In ciascuna di esse si possono sentire degli effetti sonori "spaziali" ottenuti dapprima registrando dei suoni di oggetti di uso comune (ad esempio un pettine strofinato su un posacenere e un circuito elettrico in corto) e poi distorcendo il suono risultante. Nel disco l'artista si è servito delle tecniche in studio per alzare la frequenza delle voci. Meek ha dichiarato che «si tratta di un disco strano e volevo che così fosse.» Secondo Ondarock, l'album è stato il primo esempio di bassa fedeltà in musica.
I Hear a New World venne registrato da Meek presso i londinesi Lansdowne Studios nel 1959.

## Pubblicazione
I Hear a New World è la prima pubblicazione musicale attribuita al suo produttore anziché il suo esecutore. Nonostante fosse intenzionato a pubblicarlo in formato LP, Meek licenziò il disco sotto forma di EP il maggio del 1960 tramite la sua etichetta Triumph. Tale disco uscì in edizione limitata a 99 copie.
Nel 1991, molti anni dopo la morte del produttore, I Hear a New World venne edito nella sua interezza dalla RPM Records. Esiste un'edizione dell'album del 2001 che contiene un'intervista a Meek rilasciata nel 1962 più un CD-ROM con un'altra intervista fattagli durante una puntata della trasmissione britannica World in Action mandata in onda nel 1964.

## Accoglienza
| Recensione     | Giudizio |
| -------------- | -------- |
| AllMusic       |          |
| Pitchfork      | 8.3/10   |
| Piero Scaruffi |          |

L'album ha ricevuto giudizi positivi dalla critica e la stampa. In un suo approfondimento dedicato a Joe Meek e pubblicato su Ondarock, Ossydiana Speri elogia I Hear a New World e lo considera «uno degli album più importanti di tutti i tempi». Dichiara inoltre che si tratta del «trionfo dell'amatorialità provinciale sulla professionalità urbana, un elogio del rumore come prorompente magma creativo». Secondo PopMatters, si tratta della prova più "duratura" di Meek. Fact sostiene che sia un "classico" del pop sperimentale.
Nel 1998, la rivista The Wire l'ha inserito in una lista intitolata 100 Records that Set the World on Fire (When No One Was Listening).

## Tracce
1. I Hear a New World – 2:44
2. Globb Waterfall – 3:15
3. Entry of the Globbots – 3:09
4. Valley of the Saroos – 2:50
5. Magnetic Field – 3:10
6. Orbit Around The Moon – 2:49
7. The Bublight – 2:43
8. March of the Dribcots – 2:07
9. Love Dance of the Saroos – 2:33
10. The Dribcots' Space Boat – 2:16
11. Disc Dance of the Globbots – 2:15
12. Valley of No Return – 3:07